# Wilhelm Wirtinger
Pour les articles homonymes, voir Wirtinger.
Wilhelm Wirtinger (né le 15 juillet 1865 à Ybbs an der Donau et mort le 15 janvier 1945 en cette même ville) est un mathématicien autrichien connu pour ses contributions à la géométrie différentielle.

## Biographie
Wirtinger étudia successivement dans les universités de Vienne, de Berlin et de Göttingen où il eut pour maître Felix Klein. Revenu à Vienne où il étudia sous la direction d'Emil Weyr et Gustav von Escherich, il y soutint sa thèse d'habilitation intitulée Über eine spezielle Tripelinvolution in der Ebene en 1890. Devenu en 1895 professeur de l'université de Vienne, il enseigna d'abord à l'annexe d'Innsbruck, avant de rejoindre en 1905 les locaux de Vienne.
En tant que disciple de Felix Klein, Wirtinger se consacra surtout au développement de l'analyse complexe riemannienne, en particulier à l'étude des fonctions thêta. Mais il n'en contribua pas moins à des domaines aussi variés que la géométrie, la théorie des invariants, la théorie des nombres ou la physique mathématique (depuis la statique, la théorie des ondes de surface et de l'arc-en-ciel jusqu'à la Relativité générale). Il s'intéressa aussi à la théorie des nœuds (où ses résultats ne seront publiés qu'en 1925 par Emil Artin). On connaît également le calcul de Wirtinger en géométrie différentielle.
En 1907 la Royal Society lui décerna la médaille Sylvester, et en 1931 il fut élu à l’Académie bavaroise des sciences.
Il eut plusieurs étudiants illustres, parmi lesquels Otto Schreier, Kurt Gödel, Johann Radon, Olga Taussky-Todd, Hilda Geiringer, Hans Hornich (de), Eduard Helly, Wilhelm Blaschke, Karl Strubecker (de) et Leopold Vietoris.
En 1904, il prononça la conférence d'ouverture du congrès international des mathématiciens de Heidelberg (« Sur les conférences de Riemann relatives à la série hypergéométrique et leur postérité »).

## Œuvres
- Untersuchungen über Thetafunctionen, Leipzig, Teubner, 1895
- Allgemeine Infinitesimalgeometrie und Erfahrung, Leipzig, Teubner, 1926
- Zur Theorie der konformen Abbildung mehrfach zusammenhängender ebener Flächen, Berlin, Verlag der Akademie der Wissenschaften, 1942
- « Algebraische Funktionen und ihre Integrale », et avec Krazer, « Abelsche Funktionen und allgemeine Thetafunktionen », dans Enzyklopädie der Mathem. Wissenschaften